# 空難風暴
《空難風暴》（日语： Kuraimāzu Hai ?，又名《登山者》）是2008年日本电影作品，由原田真人执导，主要演员包括堤真一、堺雅人及尾野真千子等等。劇本改編自橫山秀夫的小說《高度狂熱》（クライマーズ・ハイ），內容描述一名報社記者在攀爬一座高山之際回想起年輕時處理日本航空123號班機空難新聞的歷程。

## 得獎紀錄
第51屆蓝丝带奖
- 得奖：最佳电影奖
- 得奖：最佳男配角奖 - 堺雅人